# Anthurium machetioides
Anthurium machetioides är en kallaväxtart som beskrevs av Eizi Matuda. Anthurium machetioides ingår i släktet Anthurium och familjen kallaväxter. Inga underarter finns listade.